# Resolutie 306 Veiligheidsraad Verenigde Naties
Resolutie 306 van de Veiligheidsraad van de Verenigde Naties werd met unanimiteit van stemmen aangenomen. Dat gebeurde op de 1620ste bijeenkomst van de Veiligheidsraad op 21 december 1971.

## Inhoud
De Veiligheidsraad had het vraagstuk van de aanbeveling voor de benoeming van de Secretaris-Generaal van de Verenigde Naties overwogen. De Veiligheidsraad beval tegenover de Algemene Vergadering de Oostenrijker Kurt Waldheim aan.

## Nasleep
Waldheim werd verkozen tot Secretaris-Generaal van de Verenigde Naties. Eind 1976 liep zijn ambtstermijn ten einde. De Veiligheidsraad beval hem middels resolutie 400 opnieuw aan voor een tweede termijn. Die tweede termijn zou lopen tot 1981, waarna een derde termijn door China werd tegengehouden.

## Verwante resoluties
- Resolutie 227 Veiligheidsraad Verenigde Naties (1966)
- Resolutie 229 Veiligheidsraad Verenigde Naties (1966)
- Resolutie 400 Veiligheidsraad Verenigde Naties (1976)
- Resolutie 494 Veiligheidsraad Verenigde Naties (1981)

Lijst ·  292 ·  293 ·  294 ·  295 ·  296 ·  297 ·  298 ·  299 ·  300 ·  301 ·  302 ·  303 ·  304 ·  305 ·  306 ·  307